# قائمة قلاع ألمانيا

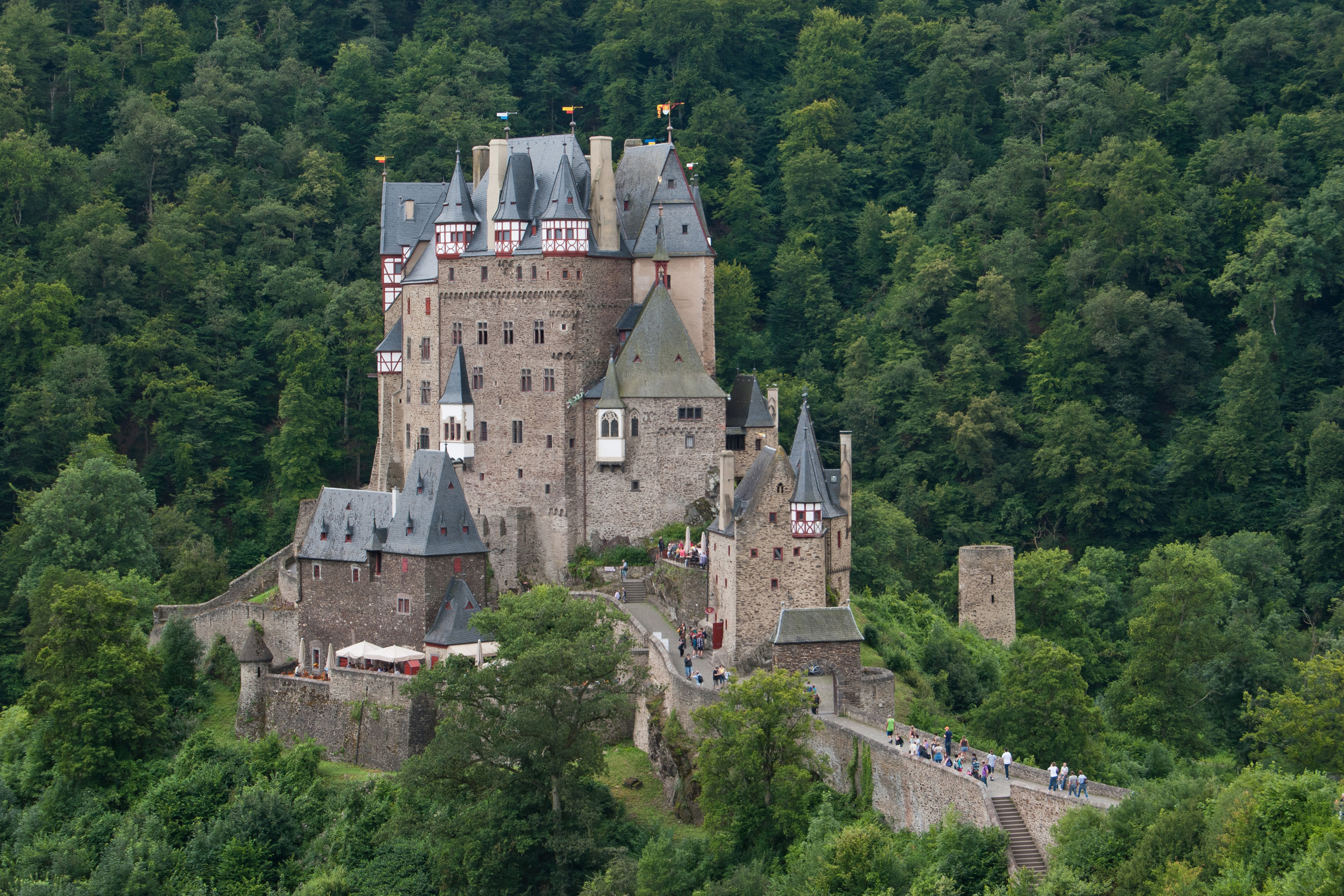
قلعة ألتس

القَلْعَة هو حصن منيع يشيَّد في موقع يصعب الوصول إليه، وغالبًا ما يكون على قمة جبل أو مشرفًا على بحر، وقد وجد بعضها مشيداً على أرض منبسطة.

## قائمة قلاع ألمانيا
تحتوي هذه القائمة على أسماء القلاع في ألمانيا.
- إقامة فورتسبورغ

- حدائق ملوك هانوفر
- حصن مارينبيرغ

- فارتبورغ

- قصر ارنزبورغ
- قصر مانهايم
- قصر نويشفانشتاين
- تسفينغنبرغ
- إلرتيسن
- آلشتيت

- تيتمونينغ

- جزيرة روز
- جزيرة هيزنشمزي

- قصر إلماو
- قلعة رينغبرغ
- قصر سانسوسي

- قصر بيليفو (ألمانيا)

- قلعة ألتس
- قلعة بورشيم
- قلعة ليسينجن
- قلعة كولديتز

- قلعة سيلي
- قلعة فولفسبورج
- إيشفايلر
- فروستبرغ هاوس